# Besson H-6
Il Besson H-6 fu un idrovolante triplano da trasporto postale sviluppato dall'azienda aeronautica francese Société de construction aéronautiques et navales Marcel Besson di Boulogne-sur-Seine nei primi anni venti del XX secolo e rimasto allo stadio di prototipo.

## Storia del progetto
Il modello dell'idrovolante da trasporto postale H-6, progettato da Marcel Besson, fu esposto al Grand Palais durante il Paris Air Show che si tenne a Parigi nel dicembre 1921.

## Descrizione tecnica
Si trattava di un idrovolante a scafo centrale, triplano, dotato di ali di apertura decrescente dal basso all'alto. L'ala bassa, montata in posizione alta sullo scafo, era quella con apertura maggiore, seguiva poi quelle media, e infine quella superiore. Tra le tre ali si trovava la gondola aerodinamicamente pulita nel bordo di entrata dell'ala centrale che conteneva il serbatoio carburante e il propulsore Clerget 9 B. Si trattava di un motori rotativo a 9 cilindri raffreddati ad aria, erogante la potenza di 130 CV (97 kW), ed azionante un'elica bipala lignea traente contenuta in una ogiva carenata. Il pilota era stato installato in un abitacolo aperto a destra del bordo di uscita. Non è noto il carico di posta che l'aereo avrebbe potuto trasportare.

## Impiego operativo
L'unico H-6 prodotto venne iscritto alla gara aerea Marsiglia-Monaco, con pilota Jules Duclos  (numero di gara "5") nell'ambito del raduno degli idrovolanti tenutosi a Monaco nel 1922, e poi non seppe più nulla di lui.

## Utilizzatori
Francia

### Fonti
1. ↑  Aviafrance.
2. 1 2 3 4 5  Airwar.
3. 1 2 3  Boroli, Boroli 1983, p. 135.